# Aleksandra Ignatowa
Aleksandra Wiaczesławowna Ignatowa, z domu Trusowa ros. Александра Вячеславовна Игнатова (ur. 23 czerwca 2004 w Riazaniu) – rosyjska łyżwiarka figurowa, startująca w konkurencji solistek. Wicemistrzyni olimpijska (2022), brązowa medalistka mistrzostw świata (2021), wicemistrzyni (2022) i brązowa medalistka mistrzostw Europy (2020) i finału Grand Prix (2019), dwukrotna mistrzyni świata juniorów (2018, 2019), zwyciężczyni finału Junior Grand Prix (2017), mistrzyni Rosji seniorów (2022) i juniorów (2018).
Trusowa jest pierwszą kobietą, która na zawodach skoczyła poczwórnego toe-loopa. Dokonała tego w wieku 13 lat na mistrzostwach świata juniorów 2018. 12 września 2018 roku Trusowa, jako czternastolatka, została pierwszą kobietą, która wykonała na zawodach poczwórnego lutza podczas zawodów Junior Grand Prix w Kownie.
W sierpniu 2024 roku poślubiła łyżwiarza figurowego Makara Ignatowa.

## Osiągnięcia

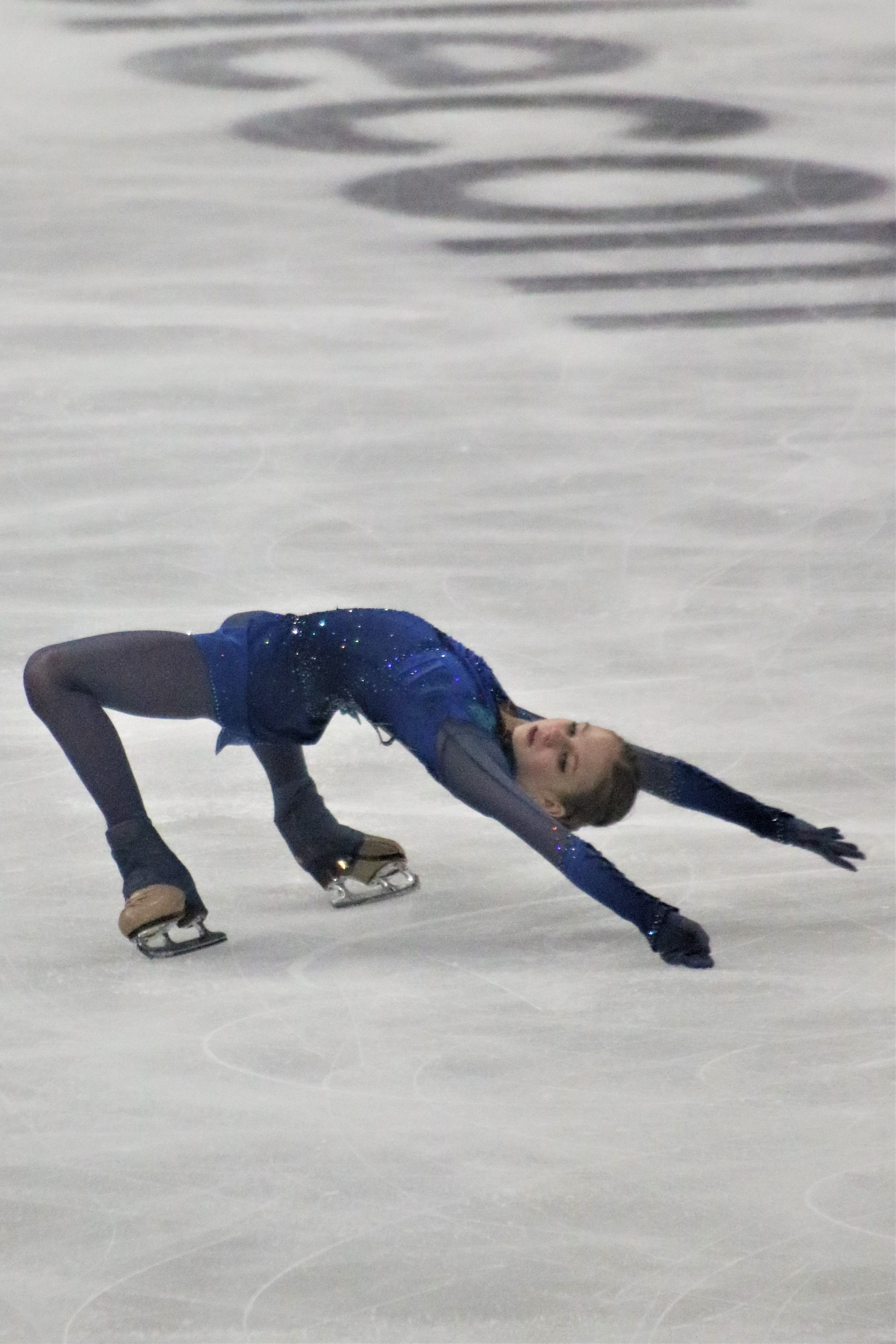
Trusowa wykonująca cantilever na zawodach Rostelecom Cup 2019

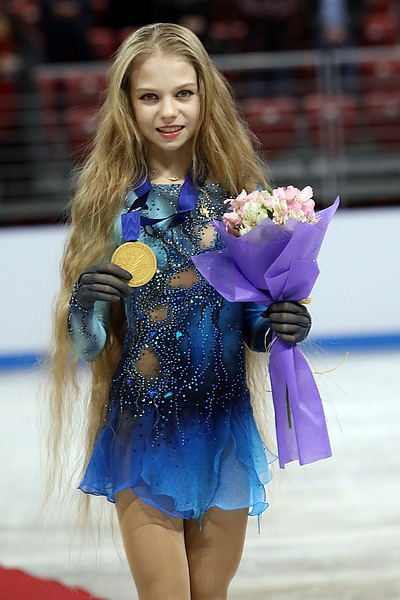
Trusowa ze złotym medalem mistrzostw świata juniorów 2018

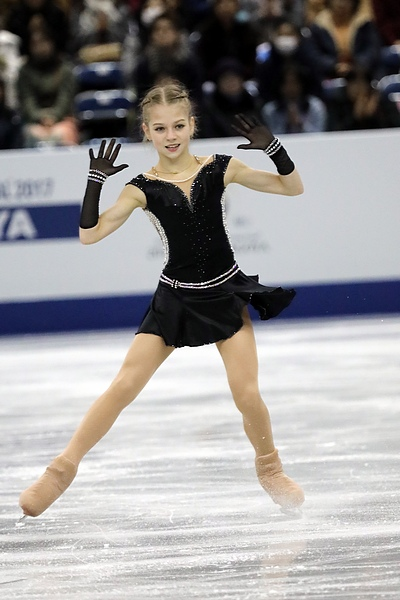
Finał Junior Grand Prix 2017

| Zawody                                | 16–17          | 17–18          | 18–19          | 19–20          | 20–21          | 21–22          |                |                |                |                |                |                |                |                |                |                |                |
| Międzynarodowe                        | Międzynarodowe | Międzynarodowe | Międzynarodowe | Międzynarodowe | Międzynarodowe | Międzynarodowe | Międzynarodowe | Międzynarodowe | Międzynarodowe | Międzynarodowe | Międzynarodowe | Międzynarodowe | Międzynarodowe | Międzynarodowe | Międzynarodowe | Międzynarodowe | Międzynarodowe |
| ------------------------------------- | -------------- | -------------- | -------------- | -------------- | -------------- | -------------- | -------------- | -------------- | -------------- | -------------- | -------------- | -------------- | -------------- | -------------- | -------------- | -------------- | -------------- |
| Zimowe igrzyska olimpijskie           |                |                |                |                |                | 2              |                |                |                |                |                |                |                |                |                |                |                |
| Mistrzostwa świata                    |                |                |                | C              | 3              |                |                |                |                |                |                |                |                |                |                |                |                |
| Mistrzostwa Europy                    |                |                |                | 3              | C              | 2              |                |                |                |                |                |                |                |                |                |                |                |
| GP Finał Grand Prix                   |                |                |                | 3              |                |                |                |                |                |                |                |                |                |                |                |                |                |
| GP NHK Trophy                         |                |                |                |                |                | WD             |                |                |                |                |                |                |                |                |                |                |                |
| GP Rostelecom Cup                     |                |                |                | 1              | 4              |                |                |                |                |                |                |                |                |                |                |                |                |
| GP Skate America                      |                |                |                |                |                | 1              |                |                |                |                |                |                |                |                |                |                |                |
| GP Skate Canada International         |                |                |                | 1              |                |                |                |                |                |                |                |                |                |                |                |                |                |
| CS Memoriał Ondreja Nepeli            |                |                |                | 1              |                |                |                |                |                |                |                |                |                |                |                |                |                |
| U.S. International Classic            |                |                |                |                |                | 1              |                |                |                |                |                |                |                |                |                |                |                |
| Międzynarodowe: Kategorie młodzieżowe |                |                |                |                |                |                |                |                |                |                |                |                |                |                |                |                |                |
| Mistrzostwa świata juniorów           |                | 1              | 1              |                |                |                |                |                |                |                |                |                |                |                |                |                |                |
| JGP Finał                             |                | 1              | 2              |                |                |                |                |                |                |                |                |                |                |                |                |                |                |
| JGP w Armenii                         |                |                | 1              |                |                |                |                |                |                |                |                |                |                |                |                |                |                |
| JGP w Australii                       |                | 1              |                |                |                |                |                |                |                |                |                |                |                |                |                |                |                |
| JGP na Białorusi                      |                | 1              |                |                |                |                |                |                |                |                |                |                |                |                |                |                |                |
| JGP na Litwie                         |                |                | 1              |                |                |                |                |                |                |                |                |                |                |                |                |                |                |
| Krajowe                               |                |                |                |                |                |                |                |                |                |                |                |                |                |                |                |                |                |
| Mistrzostwa Rosji                     |                |                | 2              | 3              | 3              | 1              |                |                |                |                |                |                |                |                |                |                |                |
| Mistrzostwa Rosji juniorów            | 4              | 1              | 1              |                |                |                |                |                |                |                |                |                |                |                |                |                |                |
| Zawody drużynowe                      |                |                |                |                |                |                |                |                |                |                |                |                |                |                |                |                |                |
| Japan Open                            |                |                |                | 1 T 1 P        |                |                |                |                |                |                |                |                |                |                |                |                |                |

## Programy
| Sezon   | Program krótki (SP) | Program dowolny (FS) | Pokazy mistrzów                                                                     |
| ------- | --- | --- | ----------------------------------------------------------------------------------- |
| 2021–22 | - Frida medley: - Benediction and Dream – Lila Downs, Elliot Goldenthal - Solo tu – Elliot Goldenthal - Alcoba Azul – Elliot Goldenthal choreografia: Daniił Glejchiengauz         | - Cruella meldey: - Call Me Cruella – Florence and the Machine - The True Story of Cruella's Birth – Nicholas Britell - I Wanna Be Your Dog – John McCrea choreografia: Daniił Glejchiengauz                        |                                                                                     |
| 2020–21 | - Love Story – Lola and Hauser - Appassionata – Secret Garden choreografia: Jelena Iljinych                                                                                        | - Romeo i Julia medley: - O Verona – Craig Armstrong - Montagues & Capulets – Richard Clayderman - Come, Gentle Night – Abel Korzeniowski - Dance of the Knights – Siergiej Prokofjew choreografia: Jelena Iljinych |                                                                                     |
| 2019–20 | - Peer Gynt medley: - Solveig's Song - In the Hall of the Mountain King – Edvard Grieg choreografia: Daniił Glejchiengauz                                                          | - Gra o tron medley: - Pray (High Valyrian) For the Throne – Matthew Bellamy - The Night King – Ramin Djawadi choreografia: Daniił Glejchiengauz, Eteri Tutberidze                                                  | - Unstoppable – Sia - Ständchen – Franz Schubert, aranż. Ferenc Liszt               |
| 2018–19 | - Kill Bill Volume 1 medley: - Bang Bang (My Baby Shot Me Down) – Nancy Sinatra, oryg. Cher - Battle Without Honor or Humanity – Tomoyasu Hotei choreografia: Daniił Glejchiengauz | - Piąty element medley: - Kill The Target – Tomoyasu Hotei - Katana Groove – Tomoyasu Hotei - Lucia di lammermoor – Éric Serra - The Diva Dance – Éric Serra choreografia: Daniił Glejchiengauz                     | - Unstoppable – Sia - Big Spender – Peggy Lee - Jumpin' Jack – Big Bad Voodoo Daddy |
| 2017–18 | - Big Spender – Peggy Lee - Jumpin' Jack – Big Bad Voodoo Daddy choreografia: Daniił Glejchiengauz                                                                                 | - Cztery pory roku (Wiosna) – Antonio Vivaldi, aranż. Max Richter choreografia: Daniił Glejchiengauz | - Your Heart Is As Black As Night – Melody Gardot                                   |

## Rekordy świata
Od sezonu 2018/2019 (GOE±5)
| Data                                          | Punkty                          | Zawody                           | Uwagi                                                                          | Źr.                             |
| Rekordy w nocie łącznej (GOE±5)               | Rekordy w nocie łącznej (GOE±5) | Rekordy w nocie łącznej (GOE±5)  | Rekordy w nocie łącznej (GOE±5)                                                | Rekordy w nocie łącznej (GOE±5) |
| --------------------------------------------- | ------------------------------- | -------------------------------- | ------------------------------------------------------------------------------ | ------------------------------- |
| 26 października 2019                          | 241,02                          | Skate Canada International 2019  | Rekord pobity o 6,57 pkt. przez Alonę Kostorną podczas finału Grand Prix 2019. |                                 |
| 21 września 2019                              | 238,69                          | Memoriał Ondreja Nepeli 2019     |                                                                                |                                 |
| Rekordy w programie dowolnym (GOE±5)          |                                 |                                  |                                                                                |                                 |
| 26 października 2019                          | 166,62                          | Skate Canada International 2019  | Rekord pobity o 7,69 pkt. przez Kamiłę Walijewą na Finlandia Trophy 2021.      |                                 |
| 21 września 2019                              | 163,78                          | Memoriał Ondreja Nepeli 2019     |                                                                                |                                 |
| Rekordy w nocie łącznej juniorów (GOE±5)      |                                 |                                  |                                                                                |                                 |
| 9 marca 2019                                  | 222,89                          | Mistrzostwa świata juniorów 2019 | Rekord pobity o 4,41 pkt. przez Kamiłę Walijewą na MŚJ 2020.                   |                                 |
| 7 września 2018                               | 221,44                          | JGP na Litwie 2018               |                                                                                |                                 |
| Rekordy w programie dowolnym juniorów (GOE±5) |                                 |                                  |                                                                                |                                 |
| 9 marca 2019                                  | 150,40                          | Mistrzostwa świata juniorów 2019 | Rekord pobity o 1,98 pkt. przez Kamiłę Walijewą na MŚJ 2020.                   |                                 |
| 12 października 2018                          | 146,81                          | JGP w Armenii 2018               |                                                                                |                                 |
| 7 września 2018                               | 146,70                          | JGP na Litwie 2018               |                                                                                |                                 |
| Rekordy w programie krótkim juniorów (GOE±5)  |                                 |                                  |                                                                                |                                 |
| 6 września 2018                               | 74,74                           | JGP na Litwie 2018               |                                                                                |                                 |

Przed sezonem 2018/2019 (GOE±3)
| Data                                          | Punkty                                   | Zawody                                   | Uwagi                                             | Źr.                                      |
| Rekordy w nocie łącznej juniorów (GOE±3)      | Rekordy w nocie łącznej juniorów (GOE±3) | Rekordy w nocie łącznej juniorów (GOE±3) | Rekordy w nocie łącznej juniorów (GOE±3)          | Rekordy w nocie łącznej juniorów (GOE±3) |
| --------------------------------------------- | ---------------------------------------- | ---------------------------------------- | ------------------------------------------------- | ---------------------------------------- |
| 10 marca 2018                                 | 225,52                                   | Mistrzostwa świata juniorów 2018         | Historyczny rekord świata przed sezonem 2018/2019 |                                          |
| Rekordy w programie dowolnym juniorów (GOE±3) |                                          |                                          |                                                   |                                          |
| 10 marca 2018                                 | 153,49                                   | Mistrzostwa świata juniorów 2018         | Historyczny rekord świata przed sezonem 2018/2019 |                                          |
| Rekordy w programie krótkim juniorów (GOE±3)  |                                          |                                          |                                                   |                                          |
| 7 grudnia 2017                                | 73,25                                    | Finał Junior Grand Prix 2017             | Historyczny rekord świata przed sezonem 2018/2019 |                                          |